# Dangé-Saint-Romain
Dangé-Saint-Romain är en kommun i departementet Vienne i regionen Nouvelle-Aquitaine i västra Frankrike. Kommunen ligger i kantonen Dangé-Saint-Romain som tillhör arrondissementet Châtellerault. År 2022 hade Dangé-Saint-Romain 2 968 invånare.

## Befolkningsutveckling
Antalet invånare i kommunen Dangé-Saint-Romain
| Referens: INSEE |